# Pequeño perro león

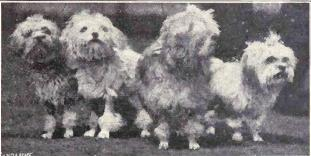
Ejemplares en 1915

El Löwchen (Del alemán "pequeño león") es una raza de perro poco frecuente; a día de hoy hay menos de cien registros nuevos cada año de estos ejemplares. En su momento, al igual que el perro de aguas portugués y el bichón habanero tuvo el reconocimiento de "perro menos frecuente" del mundo.

## Temperamento
Perro amigable y alegre, es activo y juguetón y muy inteligente, de forma que tratan muy bien con las familias con niños y como mascota.

## Historia
Aunque esta raza puede relacionarse con el bichón frisé, la historia del Löwchen es poco conocida. Aparece en algunos cuadros del siglo XVI, pero no queda claro si son realmente de esta raza o de otra similar con el pelo cortado como un león. Las fuentes más modernas provienen de entusiastas en Bélgica, Austria, Francia y Alemania a finales del siglo XIX.